# 中東欧

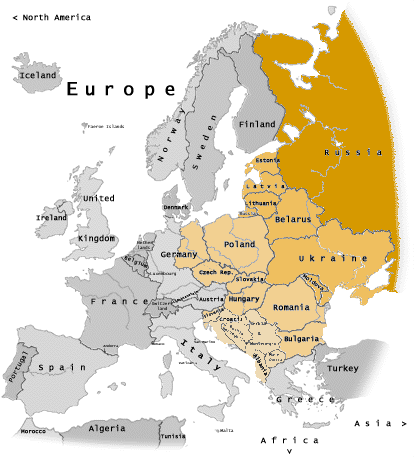
冷戦時代の社会主義諸国。
1. ロシア共和国
2. ロシア以外のソ連
3. ソ連以外の東側諸国
4. その他の社会主義国
現代の「日本における」中東欧の概念に近い。
英語圏での Central East Europe は3.+4.に近い。

中東欧（ちゅうとうおう、英語: Central and Eastern Europe, CEE）は、ヨーロッパの区分で、様々に解釈されるが、主に二つの意味がある。
1. 中欧（中央ヨーロッパ）と東欧（東ヨーロッパ）を合わせた地域。（この場合中・東欧とも書く。他のヨーロッパの区分と違い、「中東とヨーロッパ」と取られる可能性もあるため、中東ヨーロッパとはほとんど言わない）。
2. 中欧のうち過去に東側諸国に組み込まれていた地域で、かつ2004年以降に欧州連合（EU）に加盟した諸国のみを指す。

日本では1.の意味で用いられることが多く、英語圏などでは中東欧を一般に「CEE」と表記し、2.の意味で用いることも多い。

## 範囲
中東欧の範囲は、実際には、「中欧+東欧」というよりは、冷戦時代にソ連型社会主義体制下にあった国々（東側諸国ほか数ヶ国）をまとめて表していることが多い。その場合、中欧に含まれうるドイツ、オーストリア、スイスは、中東欧には含めない（旧東ドイツ地域も含めない）。なお、この意味の中東欧に対比させ、冷戦時代から資本主義体制下にあった国々（西側諸国ほか数ヶ国）は西欧と呼ぶ。
これとは異なり、英語圏では中東欧（CEE）を、中欧のうち過去に東欧共産圏に組み込まれていた東半分の地域ととらえることも多い。この場合、冷戦時代に中立国であったオーストリアが中東欧に含まれることもある。
冷戦時代には、歴史的には東方教会圏を表す言葉だった東欧の概念を拡張して、ヨーロッパの社会主義諸国を東欧と総称していた。しかし、東欧革命後、歴史的には西方教会圏に属していたチェコ、ポーランド、スロベニアなどが東欧という呼び名にかわって、過去にもこの地域を指すのに使われていた「中欧」の用語を使用することを希望したため、新たな呼び名として中東欧という言葉が広まった。
ロシア、ベラルーシ、ウクライナ、モルドバ、グルジア、アルメニア、南部バルカン諸国は、残りの中東欧諸国とは経済的には一定の共通点があるが、欧州連合（EU）、北大西洋条約機構（NATO）、シェンゲン協定に加盟していないなど政治的にはかなり異なる立場にあるため、中東欧に含めないこともある。これらの国々を除外する際の基準は先に述べた英語圏のCEEの概念に近い。ロシアまでを含むことを明示した「中東欧ロシア」という表現もある。
日本の外務省欧州局では、欧州を西欧課と中・東欧課が管轄しているが、中・東欧課の管轄範囲は、旧社会主義諸国より若干広く、ドイツ等を含む。また、ロシアはロシア課が管轄するため、含まない。

## 中東欧の国々

### 旧ソ連諸国

#### NIS諸国
- ウクライナ
- ベラルーシ
- モルドバ
- ロシア

#### バルト三国
旧ソ連諸国を除外して挙げる際も中東欧に含めることが多い。
- エストニア
- ラトビア
- リトアニア

### ソ連以外の旧東側諸国
ソ連の衛星国だった国々。
- スロバキア
- チェコ
- ハンガリー
- ブルガリア
- ポーランド
- ルーマニア

### その他の旧社会主義諸国
ソ連と同盟関係になかった旧社会主義諸国。旧ユーゴスラビアとアルバニア。
- アルバニア
- クロアチア
- コソボ
- スロベニア
- セルビア
- ボスニア・ヘルツェゴビナ
- 北マケドニア
- モンテネグロ

### その他
中東欧に含まれる可能性はあるが、含めないことが多い。
- オーストリア
- ギリシャ
- スイス
- ドイツ
- トルコ
- リヒテンシュタイン